# Double attentat du marathon 2013 de Boston
Le double attentat du marathon de Boston est une attaque terroriste survenue le lundi 15 avril 2013 à 14 h 50 HAE (18 h 50 UTC) à Boston, dans le Massachusetts, aux États-Unis lors de la 117e édition du marathon de la ville, durant laquelle deux bombes ont explosé. Les bombes ont été placées près de la ligne d'arrivée sur Boylston Street et ont détoné à 13 secondes d'intervalle tuant trois personnes et en blessant 281 autres. Les deux auteurs, les frères d'origine tchétchène Djokhar et Tamerlan Tsarnaïev, sont rapidement identifiés. Trois jours après l'attentat, Tamerlan Tsarnaïev est tué par les forces de l'ordre après une course-poursuite et un échange de coups de feu coûtant la vie à deux policiers, tandis que son jeune frère réussit à s'échapper avant d'être arrêté, blessé, vingt-quatre heures plus tard et d'être conduit dans un hôpital de Boston où son inculpation formelle est prononcée. Il est condamné à mort en mai 2015 après un mois de procès, mais cette condamnation est temporairement suspendue en 2020.

## Contexte
Le marathon de Boston est une course pédestre de 42,195 km empruntant chaque année depuis 1897 les rues de Boston, habituellement le troisième lundi d'avril. C'est le plus vieux marathon annuel au monde qui a fêté sa 115e édition en 2011. Il fait partie du World Marathon Majors, compétition regroupant six marathons majeurs. L'événement attire 500 000 spectateurs chaque année, ce qui en fait l'événement sportif le plus suivi en Nouvelle-Angleterre. Débutant avec 18 participants en 1897, la course attire désormais chaque année une moyenne d'environ 20 000 participants. Le record a été atteint lors de la centième édition en 1996 avec 38 708 participants.
Le dispositif de sécurité général pour ce grand rassemblement sportif est relativement important. Des agents de l'Équipe spéciale de lutte contre le terrorisme de Boston (FBI Boston’s Joint Terrorism Task Force (en)) sont déjà présents sur place, avant le drame, dans le cadre normal de leur mission. Des chiens renifleurs sont remarqués aux lignes de départ et d'arrivée, et des agents de sécurité sont aperçus postés sur les toits au début de la course.
Le troisième lundi d'avril correspond au Patriots’ Day dans le Massachusetts, un jour férié commémorant les batailles de Lexington et Concord, première bataille de la révolution américaine, qui a eu lieu le 19 avril 1775. En 2013, cette date coïncide aussi avec le Tax day, qui est la date limite pour que les résidents américains déclarent leurs revenus auprès de l'Internal Revenue Service, et qui est fixée depuis 1955 au 15 avril. C'est donc un jour symbolique pour les Américains hostiles à l'État fédéral. Cette date n'est pas non plus éloignée de l'anniversaire de l'épilogue du Siège de Waco, ainsi que de l'attentat d'Oklahoma City, un 19 avril. Enfin, les explosions surviennent en plein débat sur la limitation des armes à feu aux États-Unis. Toutes ces coïncidences ont alimenté les hypothèses sur les motivations de cet acte.

## L'attentat

Carte du quartier de Back Bay représentant le site des explosions.

Une première explosion a lieu le 15 avril 2013 vers 14 h 50 sur Boylston Street, dans le quartier de Back Bay, à quelques mètres seulement de la ligne d'arrivée du 117e marathon de Boston, près de Copley Square. Elle survient sur la gauche des coureurs qui terminent cet important marathon organisé annuellement dans la ville et dont l'édition en cours est dédiée à la mémoire des victimes de la tuerie de l'école primaire Sandy Hook, le 14 décembre 2012 dans le Connecticut voisin. Elle affecte surtout le public massé derrière des barrières face au bâtiment principal de la bibliothèque publique de Boston, mais aussi au moins un coureur de 78 ans, Bill Iffrig, envoyé au sol par la déflagration. À cet instant, la majorité des quelque 27 000 participants ont d'ailleurs déjà franchi la ligne d'arrivée. Les vainqueurs de l'épreuve, Lelisa Desisa chez les hommes et Rita Jeptoo chez les femmes, ont terminé leur course depuis plus de deux heures.

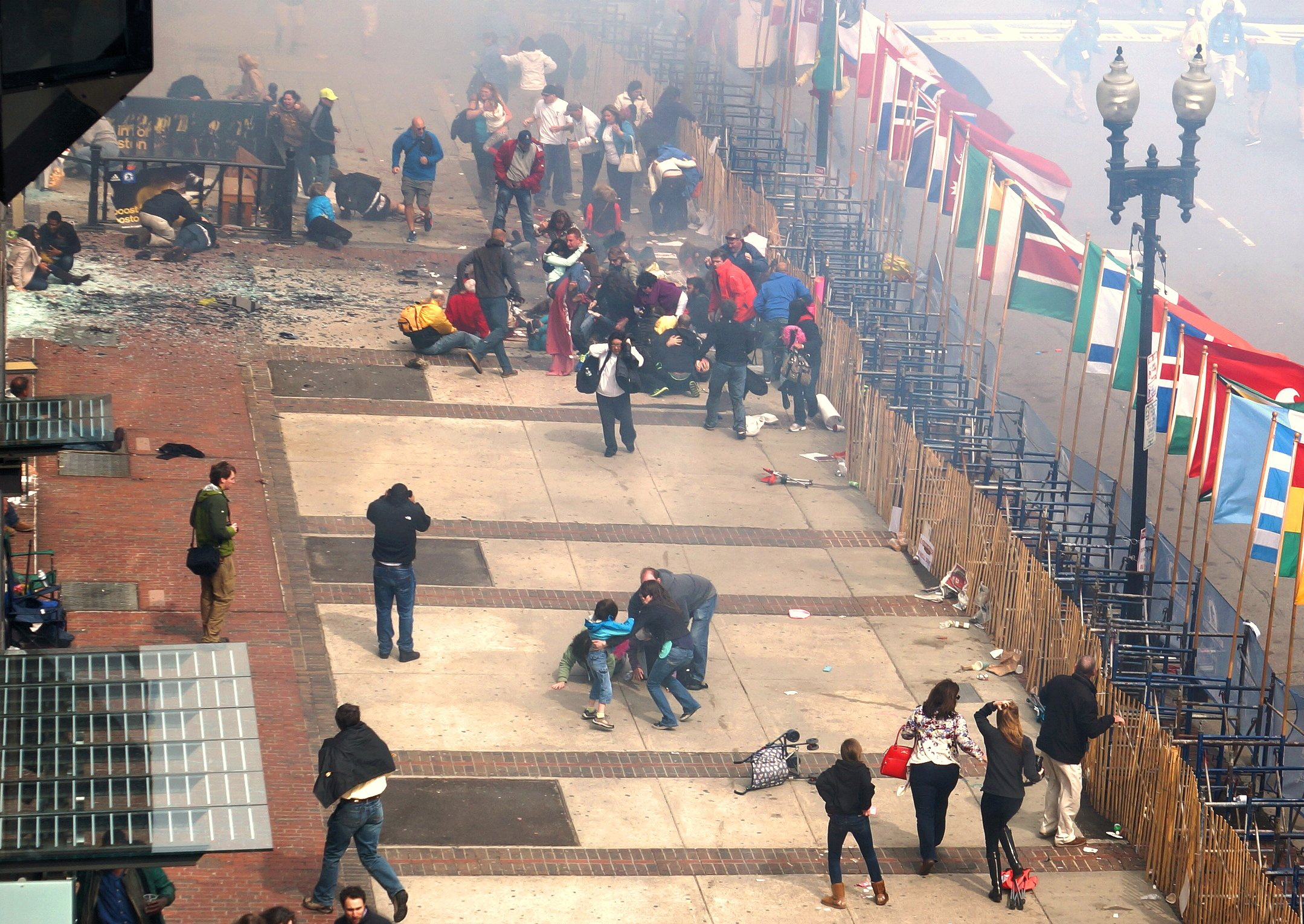
Le site de la première explosion peu après la détonation.

Treize secondes après la première explosion, une deuxième déflagration a lieu à quelques dizaines de mètres seulement, toujours sur Boylston Street et du même côté de la rue, plus haut sur le parcours des coureurs. Il s'agit d'attentats à la bombe, qui causent trois morts confirmées par la police, et 180 blessés dont 17, gravement atteints, doivent être amputés,. Les trois personnes décédées sont une étudiante chinoise de l'université de Boston âgée de 23 ans, Lu Lingzi (chinois simplifié : 吕令子; chinois traditionnel : 呂令子; pinyin : Lǚ Lìngzǐ,), une femme de 29 ans, Krystle Campbell, et un garçon de huit ans, Martin Richard, dont la petite sœur de six ans perd une jambe et dont la mère est grièvement blessée. Un homme de 27 ans a les deux jambes arrachées. Des rumeurs parlant d'autres bombes qui ne se seraient pas déclenchées sont démenties par le FBI.

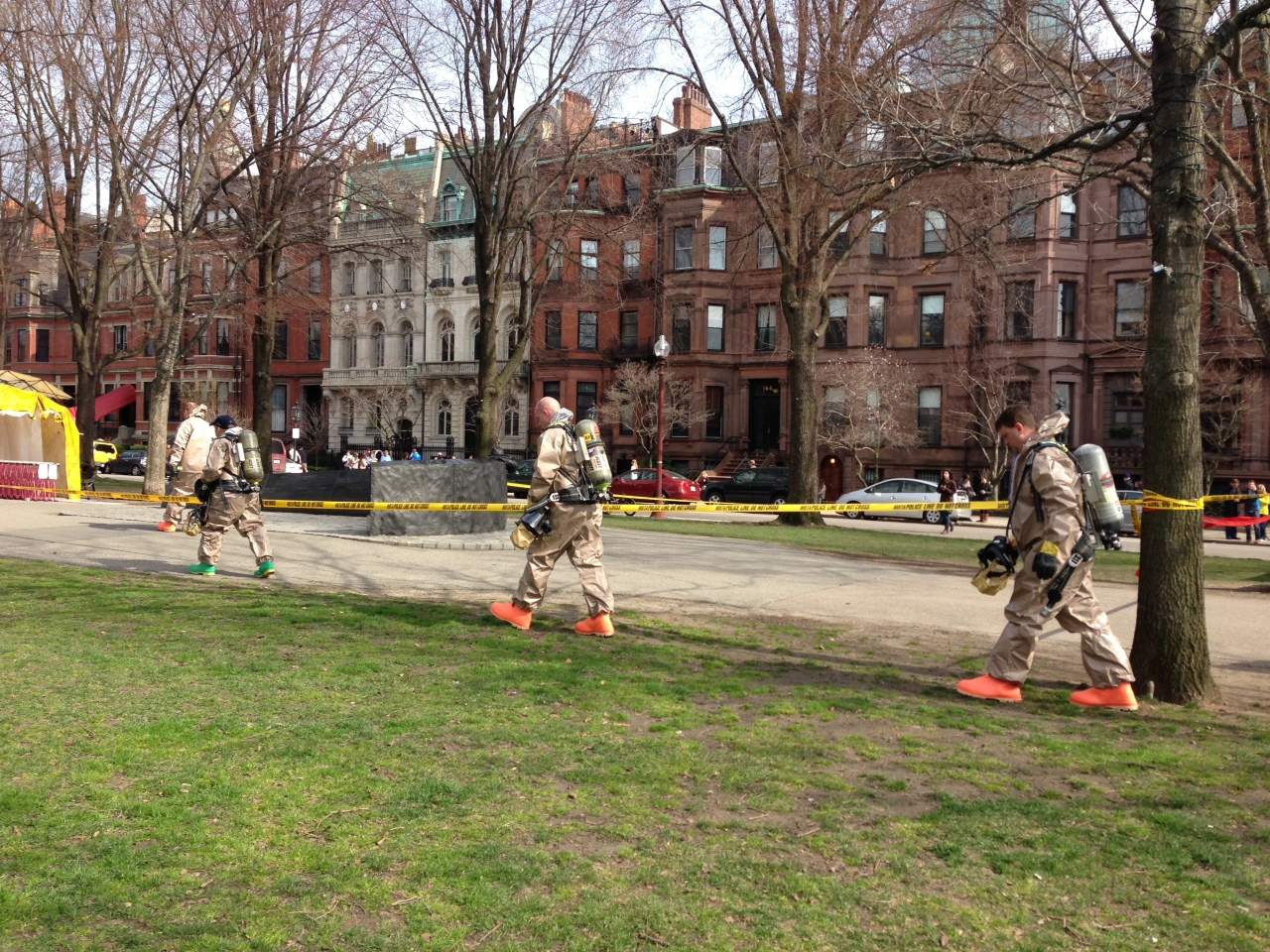
Équipe d'intervention près du site des explosions de Boylston Street.

Le même jour, un incendie a lieu à la bibliothèque John F. Kennedy Presidential Library and Museum, également à Boston, sans faire de victime. Cet incident est brièvement considéré comme étant lié aux explosions du marathon ; en réalité il n'y a aucun lien entre les deux événements.

## Réactions
En réaction, l'espace aérien autour de la ville est clos par les autorités américaines. Par principe de précaution, la police place en alerte des véhicules d'intervention dans les grandes villes de la côte est. La sécurité est renforcée notamment dans les endroits-clés de New York et de Washington, où Pennsylvania Avenue est fermée à la circulation, ainsi qu'à Londres, en prévision du marathon qui doit s'y tenir le dimanche suivant. La Maison-Blanche indique que le président Barack Obama a parlé avec le gouverneur du Massachusetts Deval Patrick et avec le maire de Boston Thomas Menino et assure de toute l'aide du gouvernement fédéral. Le président fait une allocution télévisée, durant laquelle il souligne le fait que les explosions ont eu lieu lors du Patriots' Day. Au lendemain des attentats, Barack Obama les qualifie d'« acte de terrorisme », ce qu'il n'a pas fait le jour même.
Les explosions ne sont pas revendiquées comme attentat. Le chef d'un groupe radical jordanien se dit toutefois heureux de voir l'horreur se produire en Amérique et déclare : « Que les Américains éprouvent la souffrance que nous avons endurée à cause de leurs armées qui ont occupé l'Irak et l'Afghanistan et qui ont tué nos frères là-bas ». Pour le docteur Essam el-Erian (en), vice-président du Parti Liberté et Justice, au pouvoir en Égypte, les attentats de Boston s'inscrivent dans une série d'événements qui ont commencé par l'intervention française au Mali, et qui se déroulent ensuite en Syrie, en Irak, en Somalie et en Turquie.
Des représentants issus d'un organisme religieux controversé, d'inspiration « baptiste », nommé Westboro Baptist Church (WBC), connu notamment pour son farouche antiaméricanisme,, ainsi que ses propos haineux opposés à diverses communautés religieuses, ethniques, raciales ou sexuelles,,, tiennent également un discours laudatif et reconnaissant au regard des attentats, ajoutant même qu'ils se rendront aux funérailles des victimes pour y glorifier ostensiblement leurs meurtriers. Cette église communique le message suivant sur Twitter : « Dieu a envoyé les bombes pour le péché du Massachusetts d’avoir adopté le mariage homo ».
Au sujet des deux suspects, Ramzan Kadyrov, président de la Tchétchénie, s'étonne que le premier d'entre eux ait été tué. Il affirme que les services spéciaux ont apparemment agi ainsi parce qu'ils devaient « par tous les moyens calmer les esprits » et déclare : « Toute tentative d'établir une connexion entre la Tchétchénie et les Tsarnaïev, si ceux-ci sont coupables, est vaine. Ils ont grandi aux États-Unis, leurs comportements et leurs croyances se sont développés là-bas. Il est nécessaire de chercher les racines du mal en Amérique, qui se sert du terrorisme pour aller faire la guerre dans le monde entier. Nous savons cela mieux que quiconque ». Au contraire, pour l'analyste russe Sergeï Mikheyev, une telle connexion résulterait des politiques menées par les États-Unis dans le Caucase du Nord, « la Russie [ayant] depuis longtemps averti les Américains que flirter avec différentes organisations terroristes et séparatistes [de cette région] ne pouvait amener rien de bon »,. Les rebelles du Caucase du Nord russe, sous l’égide du commandement de la rébellion au Daguestan, ont démenti être impliqué dans l'attentat de Boston, arguant qu’ils ne mènent « pas d’opérations militaires contre les États-Unis d'Amérique ».
Djokhar Tsarnaïev, après son arrestation, est soutenu par plusieurs groupes qui se créent sur les réseaux sociaux avec des slogans réclamant sa libération. Il attire la sympathie d'internautes persuadés qu'il est poursuivi à cause de sa foi musulmane.

## Enquête

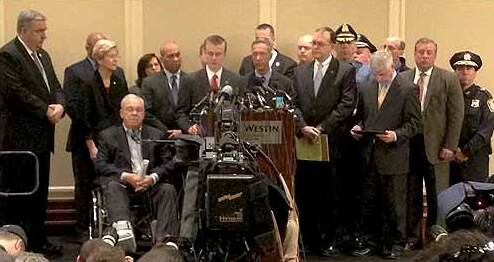
Conférence de presse du FBI, le 16 avril 2013, au sujet de l'enquête.

Immédiatement après les explosions, les journaux et la police lancent des appels à témoignage et les enquêteurs fouillent les décombres en collectant des éléments utiles à l'enquête. Dans les jours qui suivent, les très nombreuses photos et vidéos prises par les spectateurs ou provenant des caméras de surveillance des magasins alentour sont examinées.

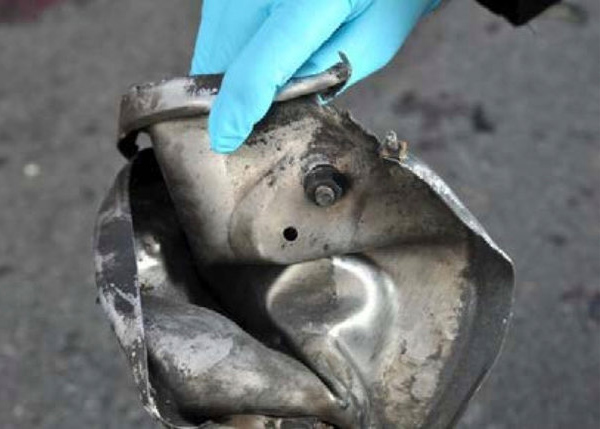
Le couvercle d'un des engins explosifs.

L'analyse des débris et d'éléments divers a permis de montrer que les bombes étaient confectionnées à partir de poudre noire artisanale (carbone + nitrates + soufre) et de petits objets servant à déchiqueter (billes d'acier, clous, fragments métalliques…) placés dans des cocottes-minute d'environ six litres, dont l'une aurait été déclenchée par un minuteur de cuisine. Elles étaient placées dans des sacs à dos noirs en nylon posés à même le sol, près des grilles métalliques séparant la foule des coureurs.
L'enquête suit des pistes très différentes : terrorisme international, extrémistes américains, acte isolé. Le 16 avril, plusieurs personnes sont interrogées par la police, parmi lesquels un ressortissant saoudien, dont la maison à Revere est fouillée, avant qu'il ne soit mis hors de cause. Le 17 et le 18, on apprend que la police possède des images claires de un, puis de deux suspects déposant les bombes, grâce à des vidéos de surveillance,. Ces photos sont ensuite publiées par le FBI,, ce qui permet d'identifier deux jeunes gens : les frères Djokhar et Tamerlan Tsarnaïev.

## Traque des suspects
Le 18 avril au soir, une fusillade a lieu sur le campus du MIT, qui coûtera la vie à un policier de l'université. Les deux frères braquent une voiture, son conducteur est pris en otage. Ce dernier parvient à s'échapper alors qu'ils sont arrêtés à une station d'essence. Le traceur GPS de la voiture de l'otage permet aux autorités de localiser les terroristes. Une course-poursuite s'engage alors dans la nuit à Watertown, suivie d'une fusillade au cours de laquelle 15 policiers sont blessés (dont l'un succombera de ses blessures). L'un des suspects est interpellé, plaqué au sol par trois officiers de police. Le second suspect s'enfuit au volant de la voiture volée après avoir roulé sur le premier suspect toujours au sol menoté, les trois policiers s'écartant au dernier instant et assistant impuissants à l'écrasement de leur prisonnier. Le premier suspect succombe peu après de ses blessures à l'hôpital ; il s'agit de l'un des suspects recherchés, Tamerlan Tsarnaïev (Тамерлан Царнаев), âgé de 26 ans (né le 21 octobre 1986). L'autre individu, son frère de 19 ans, Djokhar Tsarnaïev (Джохар Царнаев, né le 22 juillet 1993), le second suspect des attentats, arrive à s'enfuir, en étant vraisemblablement armé et considéré comme dangereux. Neuf mille hommes en armes patrouillent dans Boston qui se transforme en ville fantôme, et dans les alentours : les gens sont invités à ne pas aller travailler, à rentrer chez eux et à se barricader. Watertown en particulier est inspectée maison par maison. Djokhar Tsarnaïev, blessé, est découvert par un habitant sous la bâche de son bateau alors que le couvre-feu vient d'être levé. Djokhar Tsarnaïev est finalement arrêté par les forces de l'ordre, à 20 h 45 heure locale,, après un dernier mitraillage durant lequel il est blessé à nouveau, alors que d'après une source officielle il n'était en réalité pas armé et ne détenait pas d'explosif au moment de son arrestation.

### Suspects
Les deux frères, issus d'une famille d'origine tchétchène, émigrent en 2000-2001 aux États-Unis, en possession d'un passeport kirghiz. Ils vivent à Cambridge dans le Massachusetts. L'aîné a étudié au Bunker Hill Community College (en) mais n'a pas terminé ses études. Il est marié et a une fille. Il avait été interrogé par le FBI en 2011, à la suite de renseignements du gouvernement russe, selon lesquels il pourrait être lié à des groupes terroristes,,. Son frère Djokhar, naturalisé américain en 2012, est diplômé de la Cambridge Rindge and Latin School (en). Il suivait des études à l'University of Massachusetts Dartmouth, spécialisation en biologie marine, au moment des faits,.

## Inculpation et condamnation à mort
Les enquêteurs comptent invoquer « l'exception de sécurité publique » pour interroger Djokhar Tsarnaïev qui, après avoir reçu des balles dans le cou et dans la jambe,, est hospitalisé, intubé et sous sédatifs au centre médical Beth Israël Deaconess de Boston. La mesure précitée impliquerait alors que le captif pourrait être soumis à un interrogatoire « musclé » durant lequel il ne saurait bénéficier de l’assistance d’un avocat pas plus qu’il ne pourrait se réclamer des droits Miranda qui, d’ordinaire, accordent à tout détenu de droit commun la possibilité de se murer dans le silence.
En raison d’une blessure à la gorge qui l’empêche de parler, le suspect répond par écrit aux questions des enquêteurs.
Le 22 avril 2013, Djokhar Tsarnaev est inculpé pour « usage et complot d'utilisation d'une arme de destruction massive contre des personnes et des biens aux États-Unis ayant provoqué la mort » et « destruction volontaire de biens au moyen d'un engin explosif ».
La cour prononce une condamnation à mort pour Djokhar Tsarnaev, condamnation invalidée en appel à la suite de deux erreurs de procédures, puis in fine rétablie le 4 mars 2022 par la Cour suprême des États-Unis (à une majorité de six juges conservateurs sur neuf).

## Arrestations supplémentaires
Le 1er mai 2013, la police informe que trois étudiants ont été arrêtés par les autorités fédérales, en relation avec les attentats. Deux d'entre eux, Dias Kadyrbayev et Azamat Tajayakov, d'origine kazakhe, sont mis en examen pour le recel d'objets appartenant à Dzokhar Tsarnaev, un sac à dos contenant des feux d'artifice et un ordinateur portable et obstruction à l'enquête sur les attentats. Robel Phillipos, américain d'origine éthiopienne, est quant à lui mis en examen pour faux témoignage. Ils ont admis les faits.
Le 22 mai 2013, le FBI a abattu Ibragim Todashev (en), un jeune tchétchène lié à l’aîné des deux frères Tsarnaev, au cours d’un interrogatoire en Floride. Après neuf heures d’interrogatoire, Todashev a tenté de s’enfuir en renversant une table, et de s’emparer de l’arme d’un policier présent sans toutefois y parvenir. Neutralisé de sept balles positives (six dans le corps et une à la base du crâne), il était armé d’un vieux couteau. Todashev, déjà connu des services de la police américaine, a fait l’objet d’une mise en examen en 2011 pour un triple meurtre survenu à Boston. Dans cette affaire, jamais élucidée, trois dealers avaient été retrouvés égorgés dans un appartement proche de celui des frères Tsarnaev. Todashev a reconnu être impliqué ainsi que Tamerlan Tsarnaev.
Le père d’Ibragim Todashev, Abdul-Baki Todashev, a déclaré le 30 mai 2013 lors d’une conférence de presse à Moscou que son fils avait été abattu par le FBI pour « l’empêcher de parler », accréditant ainsi la thèse du complot.

## Similitudes
En 2001, l’auteur américain Tom Lonergan avait écrit Heartbreak Hill, un roman où un terroriste place des bombes sur le parcours du marathon de Boston.
Après les attentats, Nike a dû retirer un de ses produits de la vente, une collection de T-shirts avec l’inscription Boston Massacre, qui illustrait la rivalité entre deux équipes de baseball, celles des Yankees de New-York et des Red Sox de Boston, et qui n’était pas non plus sans rappeler le massacre de Boston qui avait eu lieu en 1770, à l’aube de la déclaration d’indépendance des États-Unis.

## Théories du complot
Comme c'est souvent le cas, et particulièrement lorsqu'il s'agit d'un événement dramatique aux États-Unis, des théories du complot apparaissent, relayées facilement par Internet.
Des personnalités complotistes, tels qu'Alex Jones d'InfoWars, soupçonnent l'attentat d'avoir été fait sous fausse bannière, une supposition infirmée par le gouverneur de l'État et réfutée par les médias,. Aux États-Unis, Stella Tremblay, élue républicaine de la chambre des représentants du New Hampshire, se dit convaincue que le gouvernement fédéral a planifié les attaques.
Après la diffusion par CNN, lors de la traque des suspects, d'une courte vidéo montrant un homme nu, sans blessure apparente, menotté, entouré de plusieurs policiers qui le conduisent à une voiture pour l'emmener, la séquence étant accompagnée d'un bandeau sur lequel on peut lire : « Flash spécial / Boston Globe : Un suspect des attentats du marathon arrêté, le second en fuite », certains médias alternatifs d'inspiration conspirationniste identifient cet homme comme étant Tamerlan Tsarnaïev, en considérant que la ressemblance physique est suffisamment forte, même si la vidéo est d'une résolution assez mauvaise. Au cours d'une conférence de presse tenue le 25 avril 2013 par les parents des deux suspects au Daghestan, où ils résident, Zubeidat Tsarnaïeva (la mère) dit avoir reconnu son fils aîné dans la vidéo et avoir vu le lendemain des photos de lui sur Internet, « horribles », prises lors de son autopsie ; elle déclare qu'il a été « vraiment assassiné ». Maret Tsarnaïeva, la tante des deux suspects, avocat-stagiaire à Toronto, soupçonne que les attaques aient été mises en scène, et pense que ses neveux sont « victimes d'une conspiration » ; elle aurait aussi confié à un reporter canadien qu'elle pouvait effectivement identifier l'homme vu dans la vidéo comme étant son neveu Tamerlan, mais a reçu des menaces depuis. La police de Watertown a démenti formellement que l'« homme nu » soit Tamerlan, sans toutefois préciser son identité.

## Adaptations cinématographiques
Le film Traque à Boston (Patriots Day) de Peter Berg est sorti en 2016. L'année suivante sort, Stronger, qui est réalisé par David Gordon Green.
La mini-série Américain Manhunt produite par Netflix sort le 13 avril 2023, 10 ans après l'attaque.

## Adaptations littéraires
Le roman poétique Deadline de Jean-Marc Flahaut est sorti en avril 2017 aux éditions Interzone(s) à Roubaix (France).
Le roman Une fille comme elle de Marc Levy mentionne cette attaque dont est victime l'un des personnages principaux.
Le roman "Les extraordinaires" de Julien Sandrel mentionne également cette attaque